# Hovden (Nordland)
Hovden est un village de pêcheurs du comté de Nordland, en Norvège.

## Description
Administrativement, Hovden fait partie de la kommune de Bø. Le village est situé à l'extrémité nord d'une péninsule sur l'île de Langøya. 
La petite île de Frugga, en face du village, est devenue la réserve naturelle de Frugga le 2 décembre 2002. C'est une zone de nidification pour le macareux moine.